# Millepora complanata
Millepora complanata là một loài san hô trong họ Milleporidae. Loài này được Lamarck mô tả khoa học năm 1816.

## Hình ảnh

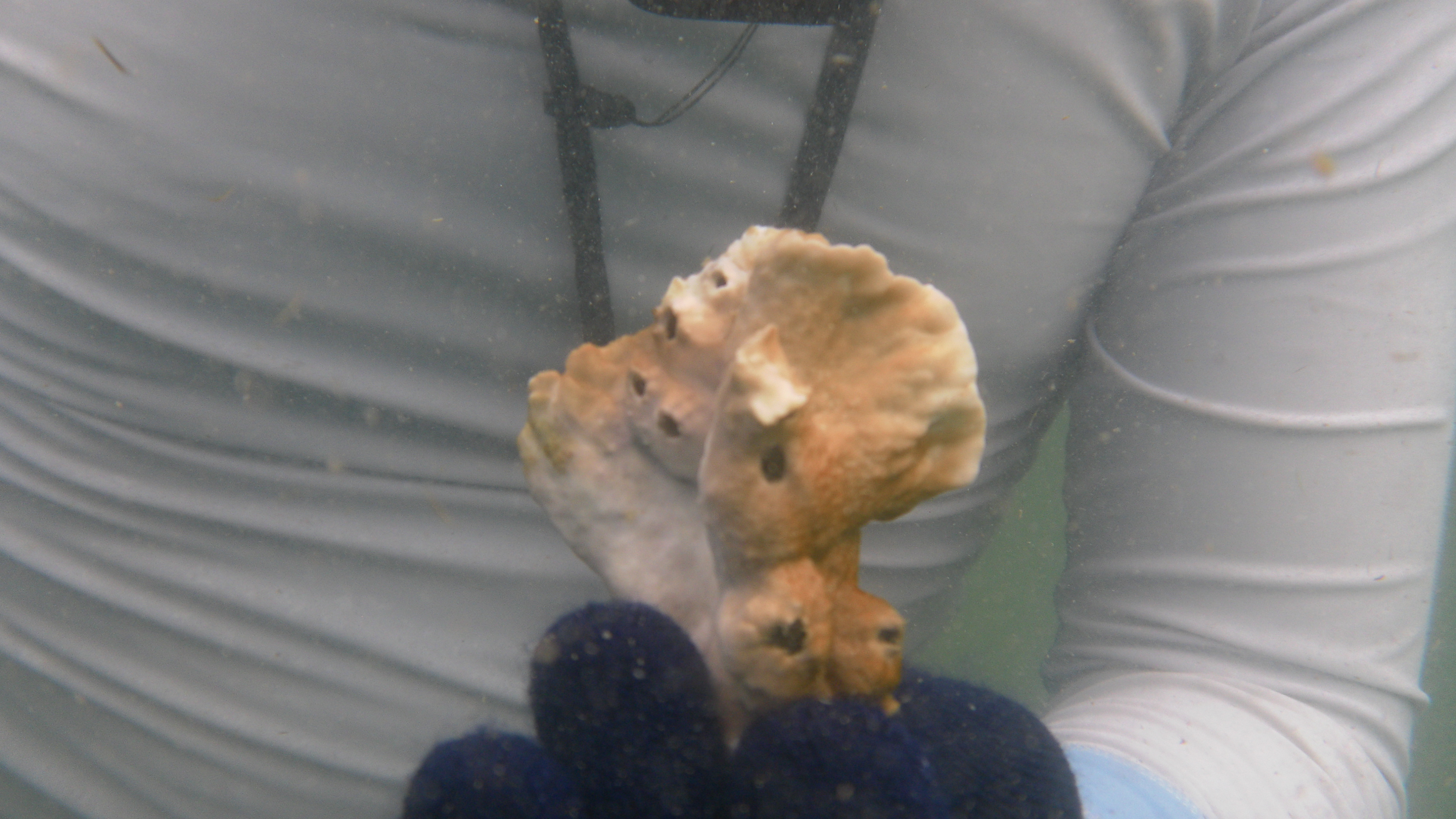